# Discorso della montagna

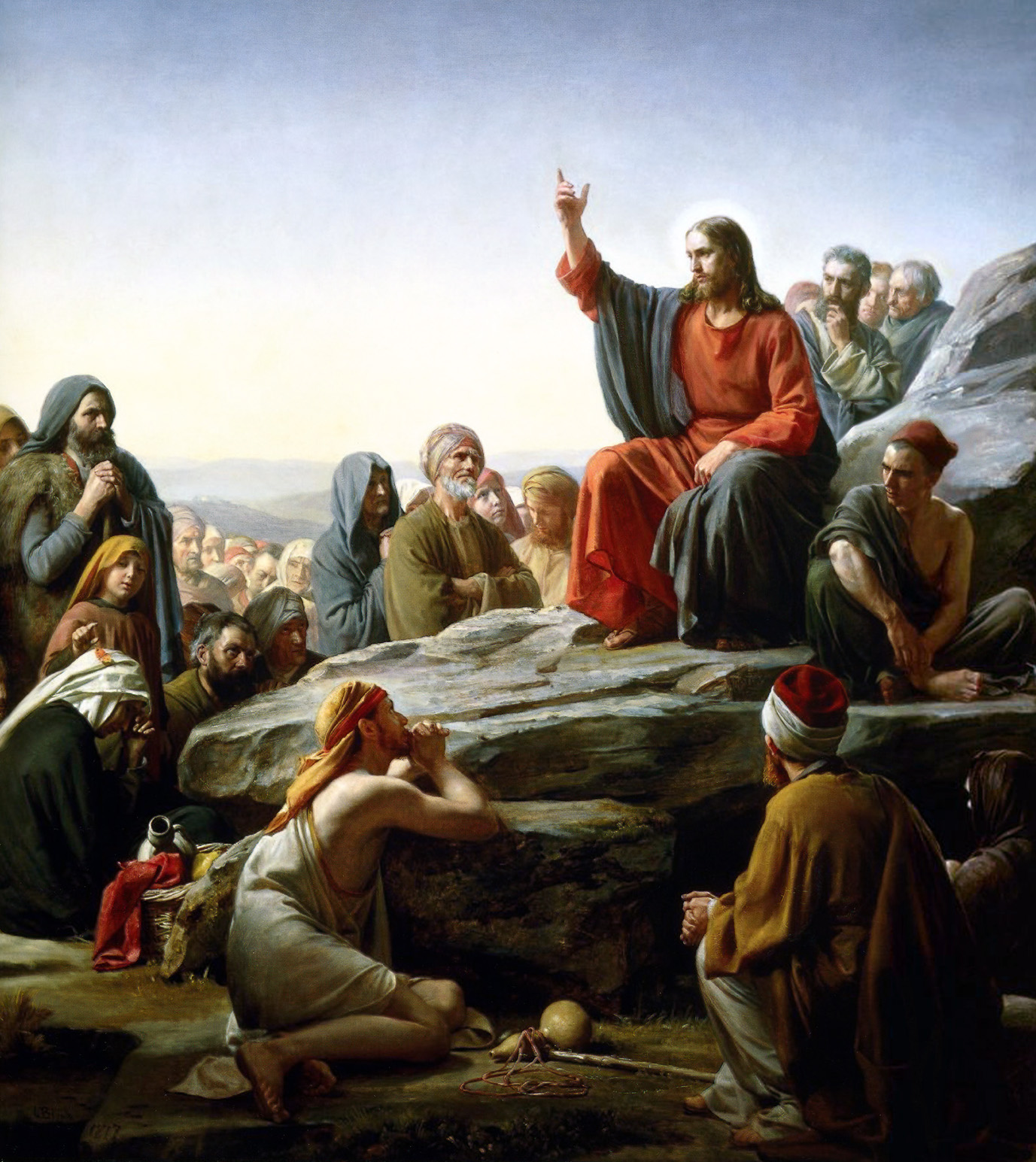
Il discorso della Montagna. Dipinto di Carl Heinrich Bloch.

Il discorso della montagna è un sermone rivolto da Gesù ai suoi discepoli e a una grande folla, riportato nel Vangelo secondo Matteo 5,1-7,29, tenuto da sopra una montagna al nord del mar di Galilea, vicino a Cafarnao.

## Inquadramento
È uno dei cinque grandi discorsi nell'ambito dei quali l'evangelista Matteo inquadra la predicazione di Gesù, alludendo al Pentateuco, i cinque primi libri della Bibbia, ritenuti centrali nell'ebraismo. Gli altri quattro sono: il Discorso missionario o apostolico (9,35-11,1), il discorso in parabole (13,1-52), il discorso sulla Chiesa o comunitario (18,1-35) e il discorso escatologico o degli ultimi tempi (24,1-25,46).
Il discorso della montagna è una esplicitazione e un approfondimento dei dieci comandamenti che vengono completati da Gesù e arricchiti da un significato universale. Per molti pensatori, come Lev Tolstoj, Martin Luther King e Mahatma Gandhi, questo discorso contiene i principali valori della fede cristiana.
È sovente paragonato con quello simile ma più corto del Vangelo secondo Luca: 6,17-49, detto discorso della pianura. Alcuni commentatori pensano che si tratti dello stesso discorso, altri credono che Gesù predicasse cose simili in varie circostanze e altri ancora pensano che Matteo e Luca vi abbiano raccolto vari insegnamenti separati di Gesù.

## Struttura e contenuto
- Le beatitudini: sono la parte più conosciuta di tutto il discorso: 5,1-12[12].

Ne vengono enunciate otto, considerate dai credenti un modello per vivere secondo gli insegnamenti di Gesù. Esse descrivono le condizioni per essere veramente felici. I Beati, cioè i felici, vivono questo messaggio e sono coloro che vivono nel Regno di Dio.
- Sale della terra e luce del mondo: 5,13-16[13].
- Compimento della legge: 5,17-19[14].
- Nuova giustizia, ingiuria, offerta, perdono: 5,20-48[15].
- Concupiscenza, ripudio, adulterio: 5,27-32[16].
- Istruzioni sul giuramento: 5,33-37[17].
- Non reagire alle offese: 5,38-42[18].
- Amare i propri nemici: 5,43-48[19].
- Fare l'elemosina in segreto: 6,1-4[20].
- Pregare in segreto: 6,5-6[21].
- Il Padre nostro: 6,7-15[22].

Con il Padre nostro, Gesù insegna ai suoi discepoli il modo corretto di pregare. Gesù intende rompere con l'attitudine che tendeva ad allontanare l'uomo da Dio, trovando nella semplicità lo strumento che facilita il dialogo con Dio. Contiene quattro richieste rivolte a Dio ("Dacci oggi il nostro pane quotidiano"; "rimetti a noi i nostri debiti"; "non ci indurre in tentazione"; "liberaci dal male") e quattro riguardanti il genere umano ("sia santificato il tuo nome"; "venga il tuo regno"; "sia fatta la tua volontà come in cielo e come in terra"; "come noi li rimettiamo [i debiti] ai nostri debitori"). 
- Digiunare in segreto: 6,16-18[23].
- Il vero tesoro: 6,19-24[24].
- Abbandonarsi alla provvidenza: 6,25-34[25].
- Non giudicare: 7,1-5[26].
- Non profanare le cose sante: 7,6[27].
- Efficacia della preghiera: 7,7-14[28].
- I falsi profeti: 7,15-20[29].
- I veri discepoli: 7,21-28[30].